# Feaella
Genre
Feaella est un genre de pseudoscorpions de la famille des Feaellidae.

## Distribution
Les espèces de ce genre se rencontrent en Afrique subsaharienne, en Australie et en Asie du Sud.

## Liste des espèces
Selon Pseudoscorpions of the World (version 3.0) :
- Feaella (Difeaella) Beier, 1966
  - Feaella krugeri Beier, 1966
- Feaella (Feaella) Ellingsen, 1906
  - Feaella jocquei Henderickx, 2009
  - Feaella mirabilis Ellingsen, 1906
  - Feaella mombasica Beier, 1955
- Feaella (Tetrafeaella) Beier, 1955
  - Feaella affinis Hirst, 1911
  - Feaella anderseni Harvey, 1989
  - Feaella capensis Beier, 1955
  - Feaella indica Chamberlin, 1931
  - Feaella leleupi Beier, 1959
  - Feaella mucronata Tullgren, 1907
  - Feaella parva Beier, 1947
  - Feaella perreti Mahnert, 1982

et décrites depuis :
- Feaella callani Harvey, Abrams, Beavis, Hillyer & Huey, 2016
- Feaella linetteae Harvey, Abrams, Beavis, Hillyer & Huey, 2016
- Feaella nana Beier, 1966
- Feaella obscura Novák, Lorenz & Harms, 2020
- Feaella tealei Harvey, Abrams, Beavis, Hillyer & Huey, 2016
- † Feaella groehni Henderickx & Boone, 2014

## Publications originales
- Ellingsen, 1906 : « Report on the pseudoscorpions of the Guinea Coast (Africa) collected by Leonardo Fea. » Annali del Museo Civico di Storia Naturale di Genova, sér. 3, vol. 2, p. 243-265.
- Beier, 1955 : « Pseudoscorpionidea, gesammelt während der schwedischen Expeditionen nach Ostafrika 1937-38 und 1948. » Arkiv för Zoologi, sér. 2, vol. 7, p. 527-558.
- Beier, 1966 : « Ergänzungen zur Pseudoscorpioniden-Fauna des südlichen Afrika. » Annals of the Natal Museum, vol. 18, p. 455-470.